# Baeriinae
Baeriinae Benth. & Hook., 1873 è una sottotribù di piante spermatofite dicotiledoni appartenenti alla famiglia delle Asteraceae (sottofamiglia Asteroideae, Tribù Madieae).

## Etimologia
Il nome della sottotribù deriva dal suo genere tipo (che è anche un genere monotipo) Baeriopsis J.T.Howell ed è stato definito scientificamente dai botanici inglesi George Bentham (22 settembre 1800 – 10 settembre 1884)  e Joseph Dalton Hooker (Halesworth, 30 giugno 1817 – Sunningdale, 10 dicembre 1911) nella pubblicazione "Genera Plantarum ad exemplaria imprimis in herbariis Kewensibus - 2(1): 167, 200. 1873" del 1873.

## Descrizione
In questa sottotribù sono comprese specie erbacee (annuali o perenni) ma anche arbusti glabri o da moderatamente a densamente lanosi. Raramente sono presenti anche piante succulente.
Le foglie lungo il caule sono disposte in modo alternato e per lo più prive di picciolo (sono sessili). Le lamine hanno delle forme da lineari a ovate. I contorni sono interi o meno spesso 1-2-pennati. La superficie è da sparsamente a densamente pelosa (in pochi casi è glabra).
L'infiorescenza è formata da un capolino terminale, solitario oppure è composta da più capolini raccolti in corimbi o in panicoli (densi o lassi). I capolini sono normalmente radiati, raramente sono discoidi o disciformi; sono inoltre usualmente eterogami. I capolini sono formati da un involucro con forme da campanulate a cilindriche (o emisferiche) e composto da diverse brattee disposte in 1-2 serie, alla base del quale si trova il ricettacolo che fa da base ai fiori: sia fiori del raggio che fiori del disco. Le brattee hanno una consistenza erbacea e sono libere oppure variamente connate. Il ricettacolo può essere convesso oppure conico (raramente è globulare); è privo di pagliette (a protezione della base dei fiori); è alveolato e qualche volta è stipitato.
- Fiori: i fiori sono tetraciclici (a cinque verticilli: calice – corolla – androceo – gineceo) e pentameri (ogni verticillo ha 5 elementi); raramente i fiori centrali possono essere tetrameri. I fiori esterni (quelli del raggio) sono disposti in una o più righe e sono femminili. I fiori del disco sono molto numerosi e sono ermafroditi.

- Formula fiorale: per queste piante viene indicata la seguente formula fiorale:

* K 0/5, C (5), A (5), G (2), infero, achenio
- Calice: il calice è ridotto ad una coroncina di squame.

- Corolla: le corolle dei fiori del raggio sono normalmente gialle e zigomorfe; talvolta sono tubolari nella parte basale oppure hanno una ligula molto ridotta; gli apici sono interi o dotati di 2 - 3 denti lobati poco profondi. Le corolle dei fiori del disco sono colorate di giallo-oro e sono actinomorfe (raramente possono essere anche zigomorfe). Sulle facce delle corolle sono presenti diversi peli moniliformi e ghiandole sessili o stipitate.

- Androceo: l'androceo è formato da 5 stami con filamenti liberi e antere saldate in un manicotto circondante lo stilo. Le antere sono da opache a gialle; sono provviste di appendici con forme da lanceolate a ovate; su di esse possono essere presenti, oppure no, delle ghiandole.

- Gineceo: il gineceo ha un ovario uniloculare infero formato da due carpelli sincarpici.. Lo stilo è unico e con due stigmi nella parte apicale. Gli stigmi hanno delle forma da ottuse a deltate, raramente sono subulati; le appendici sono mancanti o ridotte a delle papille. Le lignee stigmatiche sono marginali.

Il frutto è un achenio con pappo. La forma della cipsela va da obcuneata a obpiramidale, talvolta è da strettamente obovata, lineare a fusiforme. Inoltre è variamente compressa oppure obcompressa; raramente entrambe le condizioni sono presenti in acheni dimorfici tra i fiori del raggio e quelli del disco. Il colore è nero, raramente marrone; le superfici possono essere striate e da glabre oppure da sparsamente a densamente pelose, talvolta con ghiandole globulose multiple. L'involucro dell'achenio è dotato di un sottile strato di fitomelanina, squamoso o talora assente. Il pappo è assente o più comunemente è formato da scaglie (setole nel genere Syntrichopappus).

## Distribuzione e habitat
La maggior parte delle specie della sottotribù sono concentrate negli Stati Uniti occidentali e nel Messico settentrionale. Una specie, Amblyopappus pusillus ha un areale disgiunto, essendo presente sia negli Stati Uniti e nel Messico che in Sud America (Cile e Perù).

## Tassonomia
La famiglia di appartenenza del genere (Asteraceae o Compositae, nomen conservandum) è la più numerosa del mondo vegetale, comprende oltre 23000 specie distribuite su 1535 generi (22750 specie e 1530 generi secondo altre fonti).  La sottofamiglia Asteroideae è una delle 12 sottofamiglie nella quale è stata suddivisa la famiglia Asteraceae, mentre Madieae è una delle 21 tribù della sottofamiglia. La tribù Madieae a sua volta è suddivisa in 5 sottotribù (Baeriinae è una di queste).

### Filogenesi

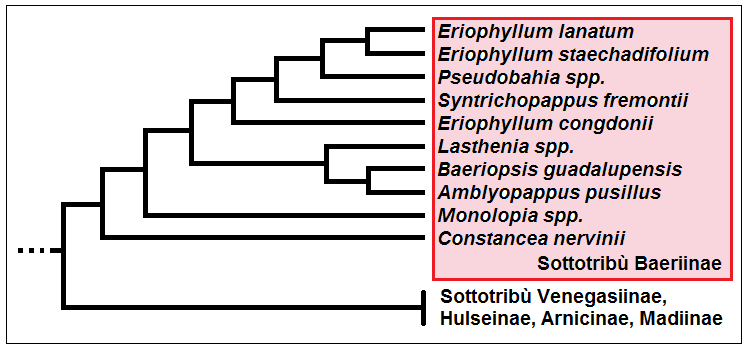
Cladogramma della sottotribù

Nella sua classificazione del 1981, Harold Ernest Robinson considera le Baeriinae come sottotribù delle Heliantheae assegnando al raggruppamento i seguenti generi:
- Amblyopappus Hook. & Arn.
- Antheropeas Rydb
- Baeriopsis J.T.Howell
- Eatonella A. Gray
- Eriophyllum Lag.
- Lasthenia Cass
- Lembertia Greene
- Monolopia DC.
- Oxypappus Benth.
- Pseudobahia (A.Gray) Rydb.

Recenti studi filogenetici hanno portato ad inserire le Baeriinae nella tribù delle Madieae (come “gruppo fratello” del resto della tribù), assegnando al raggruppamento otto generi (vedi tabella più avanti). Secondo questa recente classificazione il genere Eatonella è attribuito alle Hulseinae e il genere Oxypappus alle Tageteae, mentre  Antheropeas e Lembertia sono considerati sinonimi rispettivamente di Eriophyllum e Monolopia.
Il numero cromosomico delle specie della sottotribù varia da 2n = 8 fino a 2n = 64 con la presenza di diverse specie poliploidi.
Il cladogramma a lato tratto dalla pubblicazione citata e semplificato mostra l'attuale conoscenza filogenetica della sottotribù.

### Composizione della tribù
La sottotribù comprende 8 generi e 44 specie.

| Genere                           | N. specie                                               | Distribuzione                                         |
| -------------------------------- | ------------------------------------------------------- | ----------------------------------------------------- |
| Amblyopappus Hook. & Arn., 1841  | 1 sp. (Amblyopappus pusillus Hook. & Arn.)              | USA (occidentale), Messico (occidentale), Perù e Cile |
| Baeriopsis J.T.Howell, 1942      | 1 sp. (Baeriopsis guadalupensis J.T.Howell)             | Messico                                               |
| Constancea B.G.Baldwin, 1999     | 1 sp. (Constancea nervinii (A. Gray) B.G.Baldwin, 1999) | USA (occidentale)                                     |
| Eriophyllum Lag., 1816           | 13 spp.                                                 | USA (occidentale)                                     |
| Lasthenia Cass., 1834            | 18 spp.                                                 | USA, Canada, Messico e Cile                           |
| Monolopia DC., 1837              | 5 spp.                                                  | California                                            |
| Pseudobahia (A.Gray) Rydb., 1915 | 3 spp.                                                  | California                                            |
| Syntrichopappus A.Gray, 1857     | 2 spp.                                                  | USA (occidentale)                                     |

### Chiavi per i generi
Per comprendere meglio ed individuare i vari generi della sottotribù, l'elenco seguente utilizza in parte il sistema delle chiavi analitiche (vengono cioè indicate solamente quelle caratteristiche utili a distingue un genere dall'altro)

- Gruppo 1A: le piante sono succulente; gli acheni sono densamente ricoperti con ghiandole globulose; la distribuzione è relativa alle isole Guadalupe e Messico;

genere Baeriopsis.
- Gruppo 1B: le piante non sono succulente; gli acheni sono privi di ghiandole, oppure hanno poche (ampiamente disperse) ghiandole; la distribuzione è relativa al continente Americano;

- Gruppo 2A: il portamento delle piante è arbustivo; le foglie sono picciolate e la lamina è del tipo 1-2-pennata); la distribuzione è relativa alla California;

genere Constancea.
- Gruppo 2B: il portamento delle piante è erbaceo (annuale o perenne); le foglie sono da sessili a subpicciolate; la distribuzione è per lo più relativa al continente Americano;

- Gruppo 3A: le foglie lungo il caule sono disposte in modo opposto;

genere Lasthenia.
- Gruppo 3B: le foglie lungo il caule (parte distale) sono disposte in modo alternato;

- Gruppo 4A: le brattee dell'involucro sono connate fino a metà lunghezza; nella parte finale della pianta le foglie sono lobate; il pappo è assente o a forma di coroncina di scaglie;

genere Pseudobahia.
- Gruppo 4B: le brattee dell'involucro sono libere, se sono connate allora le foglie sono tutte intere; il pappo è formato da setole oppure da scaglie oppure è assente;

- Gruppo 5A: i lobi delle corolle dei fiori del disco sono strettamente lanceolate; le appendici delle antere sono strettamente lanceolate; le appendici degli stigmi sono subulate, lunghe 0,5-1 volta le superfici stigmatiche; il pappo è formato da setole oppure è assente;

genere Syntrichopappus.
- Gruppo 5B: i lobi delle corolle dei fiori del disco non sono strettamente lanceolate; le appendici delle antere non sono strettamente lanceolate; le appendici degli stigmi sono ridotte da ottuse a deltate, non sono subulate e sono più piccole di 0,5 volte le superfici stigmatiche; il pappo è formato da scaglie oppure è assente;

- Gruppo 6A: le appendici delle antere si estendono per metà della lunghezza delle teche;

genere Amblyopappus.
- Gruppo 6B: le appendici delle antere sono lunghe 0,2-0,5 volte la lunghezza delle teche;

genere Monolopia: le brattee dell'involucro hanno delle forme ampiamente ovate; le corolle dei fiori del raggio sono bilabiate; gli acheni dei fiori del raggio hanno delle sezioni triangolari e sono obcompressi.
genere Eriophyllum:  le brattee dell'involucro hanno delle forme da ovali a lanceolate; le corolle dei fiori del raggio non sono bilabiate; gli acheni dei fiori del raggio non hanno delle sezioni triangolari e non sono obcompressi.

### Alcune specie

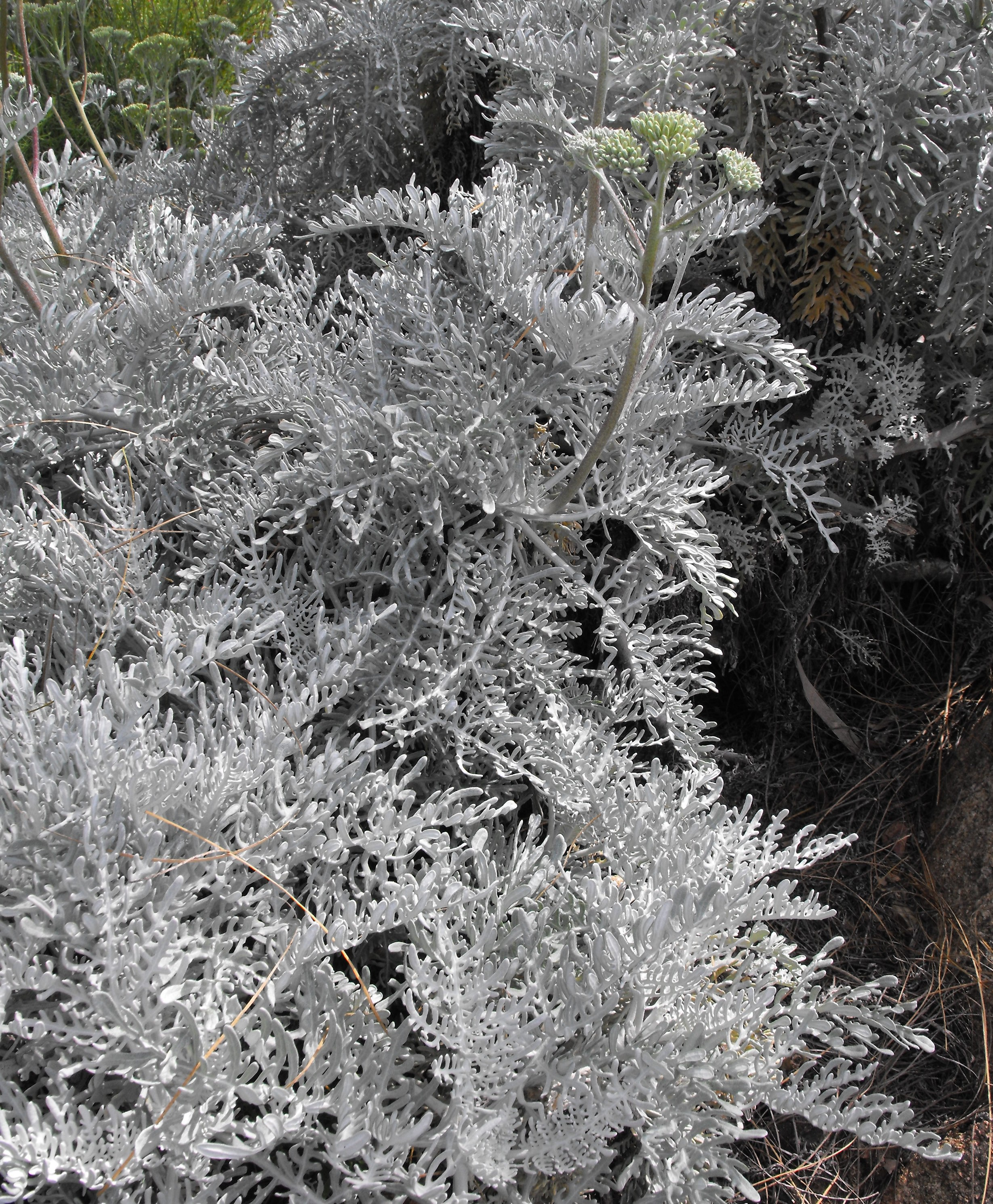
Constancea nevinii
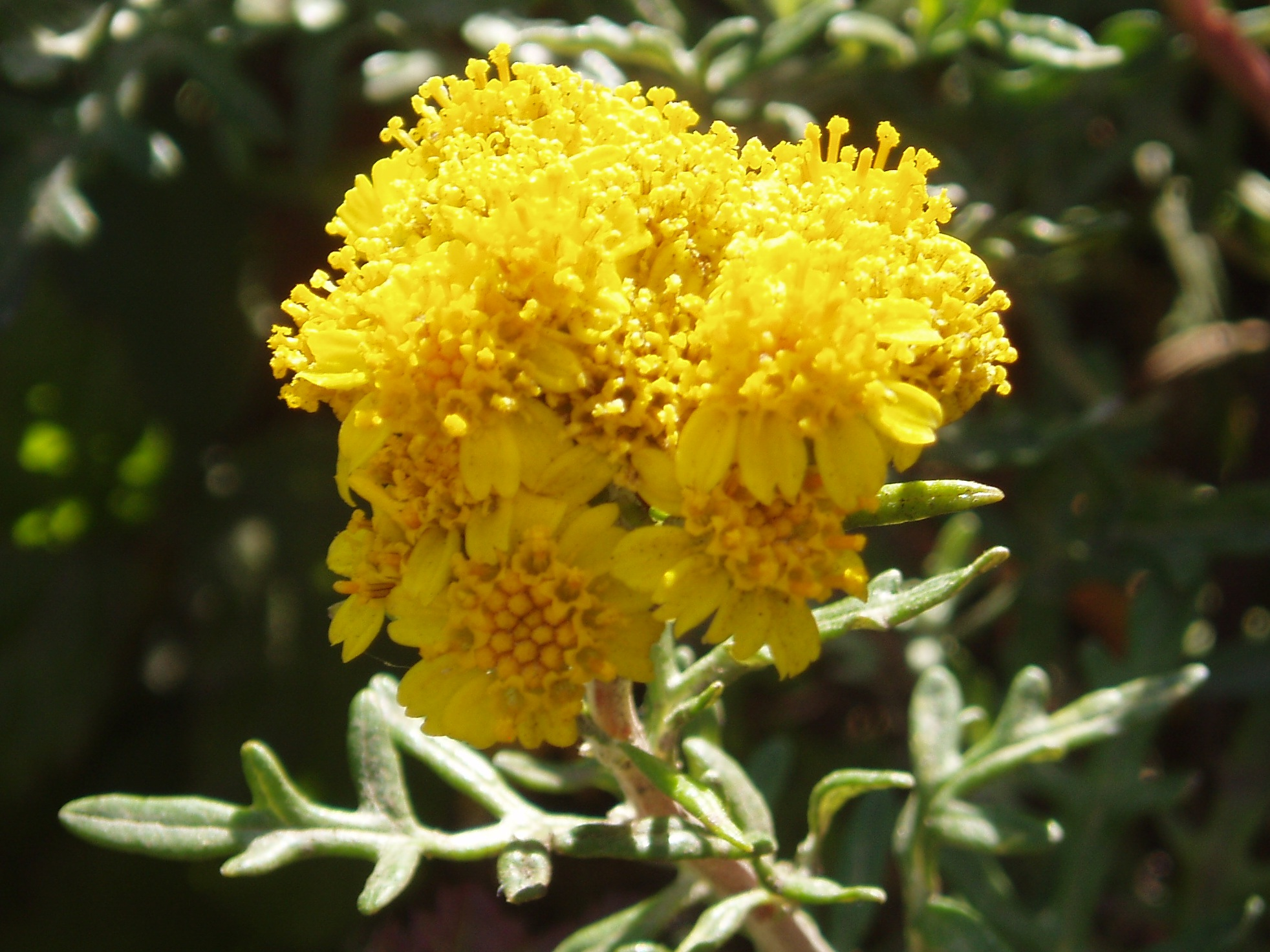
Eriophyllum stoechadifolium
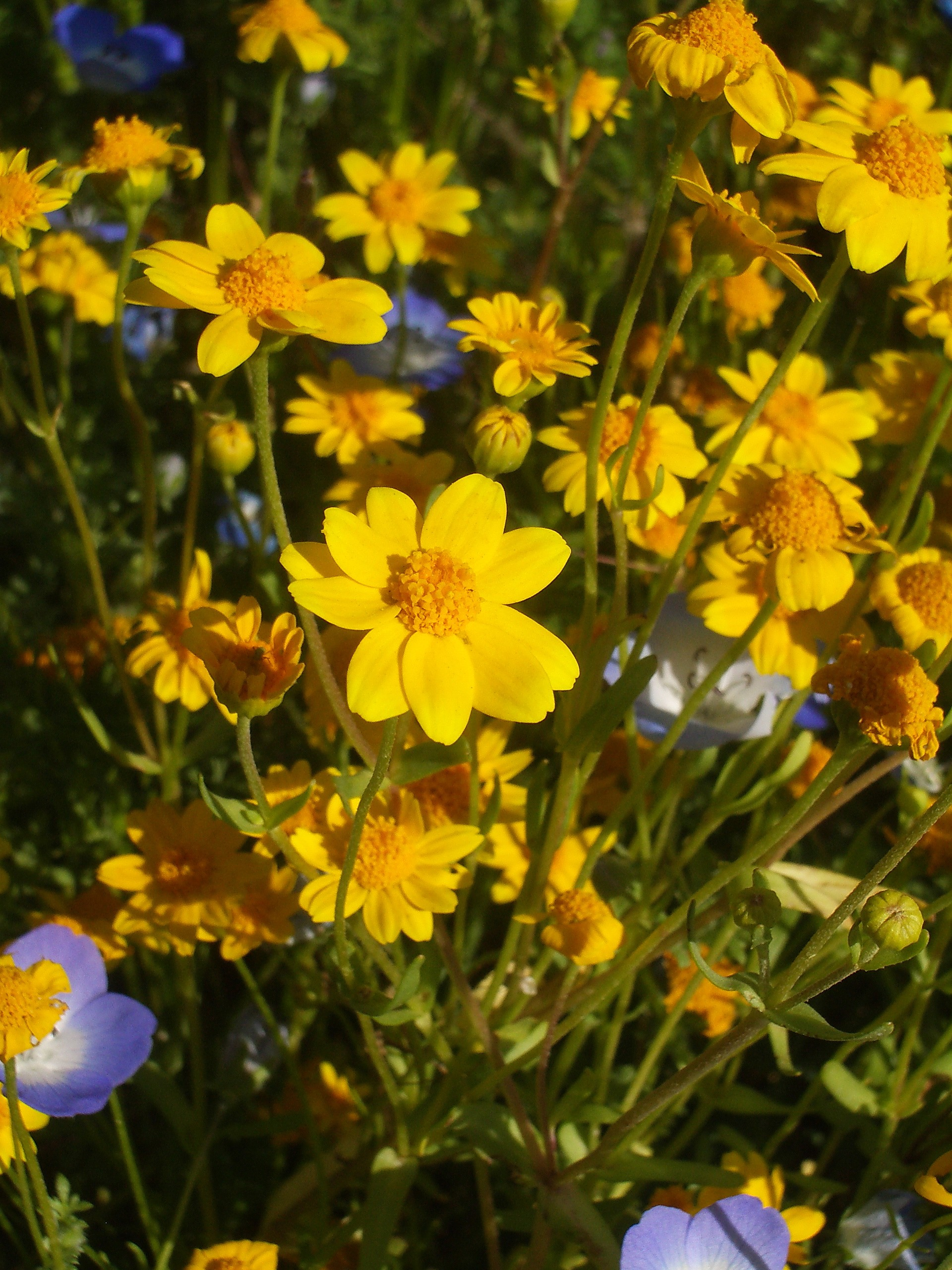
Lasthenia glabrata
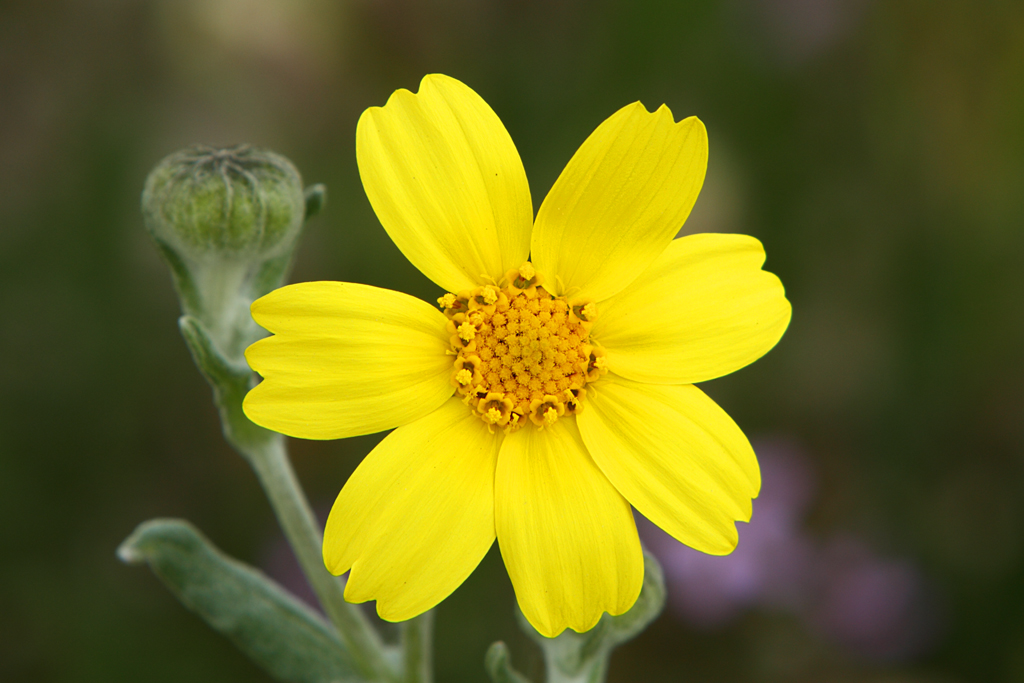
Monolopia lanceolata